# Liotryphon strobilellae
Liotryphon strobilellae là một loài tò vò trong họ Ichneumonidae.